# Merlara
Merlara település Olaszországban, Veneto régióban, Padova megyében. Lakosainak száma 2511 fő (2023. január 1.). Merlara Castelbaldo, Piacenza d’Adige, Urbana, Masi, Casale di Scodosia és Terrazzo, Italy községekkel határos.

## Népesség
A település lakossága az elmúlt években az alábbi módon változott:
| Lakosok száma | 2673 | 2644 | 2511 |
|               | 2017 | 2018 | 2023 |